# Hamalijiwka (obwód lwowski)
Hamalijiwka (ukr. Гамаліївка; pol. hist. Żydatycze) – wieś na Ukrainie w rejonie lwowskim (do 2020 roku w rejonie pustomyckim) obwodu lwowskiego. Liczba ludności – 750 osób.

## Historia
Miejscowość została po raz pierwszy wzmiankowana w 1405 roku jako Zydathicza, kiedy rzymskokatoliccy mieszkańcy miejscowości (z wyłączeniem Rusinów) otrzymali prawo magdeburskie. Patronimiczna nazwa wywodzi się od określenia żyd. W 1906 erygowano rzymskokatolicką parafię. Miejscowość zamieszkała była wówczas w większości przez Polaków i należała do polskiej wyspy językowej wokół Lwowa.
W II Rzeczypospolitej miejscowość należała do gminy wiejskiej Malechów.
We wsi urodzili się piłkarze Iwan Hamalij (1956–2022) i Andrij Fedecki 1958–2018).